# Mohammed Ali Salim
Mohammed Ali Salim (arabe : محمد علي سليم), né en 1935 et mort le 28 janvier 2022, est un homme d'État libyen. Doyen et président par intérim du Congrès général national, il exerce brièvement les fonctions de chef de l'État libyen les 8 et 9 août 2012.

## Biographie
Élu le 7 juillet 2012 au Congrès général national, il assure en tant que doyen d'âge la présidence provisoire de cette assemblée lors de sa séance inaugurale le 8 août. Le même jour, il se voit transmettre solennellement le pouvoir par le président sortant du Conseil national de transition Moustafa Abdel Jalil. À ce titre, il exerce pendant un peu plus de 24 heures la fonction de chef de l'État libyen par intérim jusqu'à l'élection à la présidence du Congrès de Mohammed Youssef el-Megaryef le 9 août peu avant minuit[réf. nécessaire].